# Batalla de Peyrestortes
La batalla de Peyrestortes tuvo lugar el 17 de septiembre de 1793 entre las tropas francesas mandadas por el general francés Louis-Charles de Flers y las tropas del ejército español mandadas por el general  Ricardos con el resultado de victoria para los franceses.

## Antecedentes
El gobierno español declaró la guerra contra la República Francesa el 17 de abril de 1793 como respuesta a la ejecución del rey Luis XVI de Francia. El ejército español bajo el mando del general  Ricardos invadió el Rosellón por  San Lorenzo de Cerdaña con unos 25 000 hombres y un centenar de piezas de artillería y ocupó las ciudades menos defendidas del Pertús y el valle del río Tec, donde se hallan Arlés y Ceret y avanzó hacia Perpiñán.

## Orden de batalla

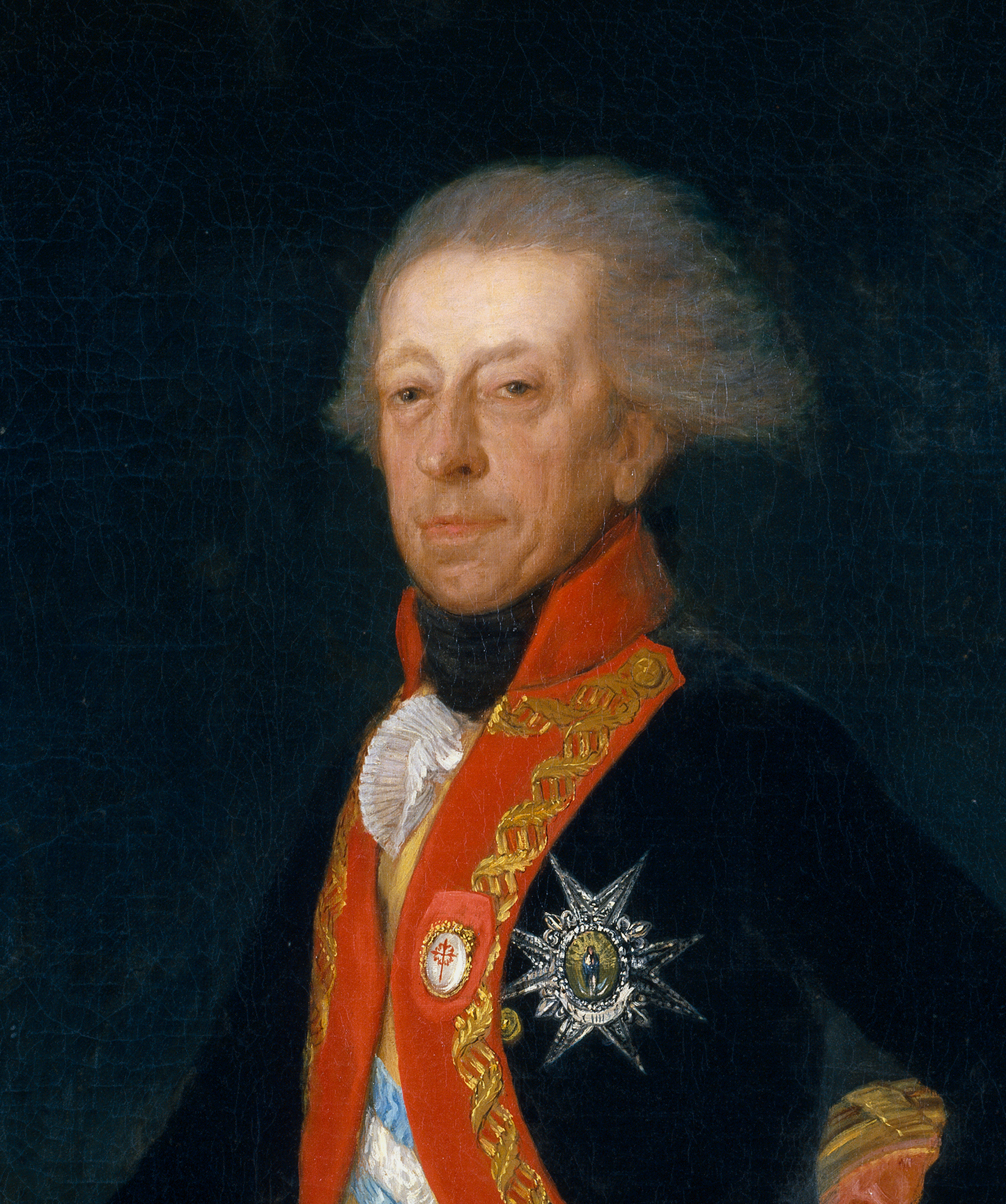
General Ricardos

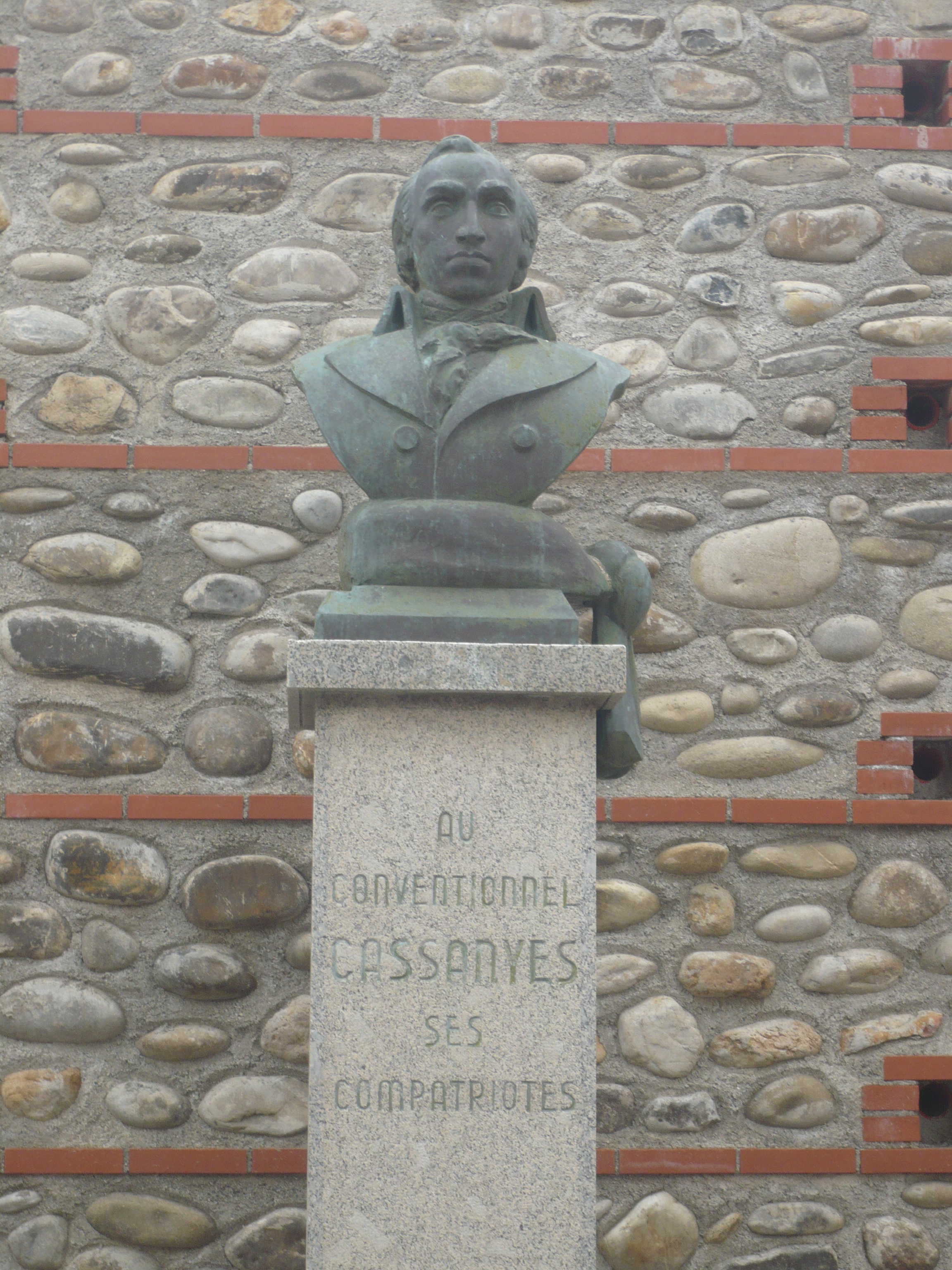
Busto de Jacques-Joseph-François Cassanyes en el Rosellón

El plan del general Antonio Ricardos era acercarse a Perpiñán por el sur con el grueso de las tropas e instaló el cuartel general en Trouillas y tomó Rivesaltes a principios de septiembre a pesar de la feroz resistencia francesa. El segundo campamento español se instaló cerca de Peyrestortes el 10 de septiembre.
El campo principal francés está en una línea entre Cabestany y Mas Deu, mientras el general Eustache Charles d'Aoust estableció un segundo campo al lado de Vernet. Además, Jacques-Joseph-François Cassanyes volvió de la Cerdaña con su ejército e instaló una fuerza de ayuda más al norte, en Salses.

## La Batalla
El 17 de septiembre, Antonio Ricardos lanzó dos ofensivas sobre las tropas francesas, la primera por el sur contra el campo de Mas Diez, y la segunda por el oeste de Peyrestortes.
Los españoles bombardearon el campamento de Mas Diez a partir de las tres y media, mientras el grueso de las tropas se dirigía hacia Pollestres, donde contraatacaron los generales franceses  Dagoberto , Barbantane,  Pérignon y de Poinsot; perdieron 2.000 hombres y les capturaron un número considerable de soldados pero hicieron retirarse al enemigo.
En Peyrestortes, el general de Eustache Charles d' Aoust logró parar la progresión de los jinetes españoles gracias a su superioridad numérica, y Cassanyes propuso usar sus 4.000 hombres de Salses. El equilibrio estratégico inclinó la balanza a su favor, llegando de noche al campamento. La batalla comenzó a primera hora de la mañana. Durante todo el día, las fuerzas francesas intentaron tomar la colina de Peyrestortes sin éxito, aunque avanzaron cada vez poco más. Cassanyes atacó al ejército español por un flanco y consiguió abrir una brecha en las líneas enemigas, por lo que estos tuvieron que retirarse y montar un nuevo campo entre Pontellà y Trullars.

## Consecuencias
Esta batalla marcó el final de la progresión española sobre el Rosellón.